# SPARC (Fusionsreaktor)
SPARC ist ein in der Nähe von Boston im Bau befindlicher Kernfusionsreaktor vom Typ Tokamak. Ziel des Reaktors ist das Erreichen eines als Scientific break-even bezeichneten Meilensteins bei der Fusion mittels magnetischen Einschlusses: Mehr Fusionsleistung zu erzeugen als die eingesetzte Heizleistung (Q>1).

## Hintergrund
Eine notwendige Voraussetzung für die Energiegewinnung mittels Kernfusion ist ein Verstärkungsfaktor Q>1. Der aktuelle Rekord bei Fusion mittels magnetischen Einschlusses wurde im Jahr 1997 am Joint European Torus mit Q=0,65 aufgestellt. Die Dimensionierung des Nachfolgeprojekts ITER, welches  Q>1 erreichen soll, erfolgte mit dem konventionellen Supraleiter Niobzinn, was eine magnetische Flussdichte von 5,3 Tesla im Plasmazentrum ergab. In Abgrenzung zu diesem Ansatz wurde ebenfalls an Hochfeld-Tokamaks wie Alcator C-Mod (1991 bis 2016 am MIT) geforscht,  die durch hohe magnetische Flussdichten kompakter dimensioniert werden können. Im Jahr 2015 stellten Forscher des MIT motiviert durch Fortschritte auf dem Gebiet der Hochtemperatursupraleiter Pläne für einen kompakten Fusionsreaktor mit dem Namen ARC (Affordable, Robust, Compact) vor. Als Zwischenschritt zu ARC wurde SPARC (Smallest Possible ARC) mit einer magnetischen Flussdichte von 12,2 Tesla im Plasmazentrum konzipiert. SPARC soll Q>1 bei im Vergleich zu ITER bedeutend kleineren Ausmaßen erreichen (1,85 m statt 6,20 m für den großen Radius des Torus).

## Bau
Der Reaktor wird vom Start-up Commonwealth Fusion Systems errichtet, das bis Ende 2021 mehr als 1,8 Milliarden US-Dollar von privaten Investoren einwarb. Als Standort wurde Devens im Bundesstaat Massachusetts der Vereinigten Staaten von Amerika ausgewählt. Der Reaktor ist auf eine Fusionsleistung von bis zu 140 MW ausgelegt, was einem Verstärkungsfaktor Q=11 entspricht. Als Hochtemperatursupraleiter kommt Yttrium-Barium-Kupferoxid zum Einsatz, das in einem zu einer Spule wickelbaren Band verarbeitet ist, von dem insgesamt etwa 10.000 km benötigt werden. Im September 2021 gelangen Tests mit einer ersten Spule, die eine magnetische Flussdichte von 20 Tesla erzeugen konnte. Insgesamt werden 18 Spulen benötigt, für die Stand 2023 noch nicht genug Material vorhanden ist. Das erste Plasma soll 2026 gezündet, der Leistungsbetrieb (Q>1) 2027 erreicht werden.